# طاحونة (تشارك)
طاحونة (بالفارسية: طاحونه) و تسمى ايضا باللهجة المحليه ( تاونه) هي قرية تقع في إيران في محافظة هرمزغان بلدة شيبكوه.  و يقدر عدد سكانها بـ 205 نسمة في عام 2006 .